# Journey (Computerspiel, 1989)
Journey ist ein Textadventure mit Grafiken und Rollenspielelementen von Infocom aus dem Jahr 1989.

## Handlung
Ein namenloses, im Genre Fantasy angesiedeltes Land wird seit fünf Jahren von Missernten, verdorbenem Brunnenwasser und Krankheiten geplagt. Das Dorf Lavos schickt eine Gruppe Bewohner aus, um Hilfe vom abgeschieden lebenden Zauberer Astrix zu erbitten, die Gruppe kehrt jedoch nie zurück. Der Spieler kontrolliert eine weitere Gruppe von zunächst vier Personen, die sich auf die Suche nach der vorherigen Gruppe, nach Astrix und nach der Ursache der Plagen macht und dabei sieben über die Spielwelt verteilte, magische Steine finden muss. Rollenspieltypisch handelt es sich um eine heterogene Gruppe, deren Mitglieder verschiedene Aufgaben und Fähigkeiten abdecken: Zimmermann Bergon ist ein Krieger und der Anführer der Gruppe, Praxix ist Zauberer, Esher ein Arzt und Tag, der vom Spieler nach Wunsch umbenannt werden kann und aus dessen Perspektive die Handlung erzählt wird, ein Kaufmannslehrling. Nach dem Auffinden der sieben Steine muss die Gruppe dem Endgegner "Evil Lord" entgegentreten, der für die auf dem Land lastenden Plagen verantwortlich ist.

## Spielprinzip und Technik
Journey ist ein Textadventure, das heißt, Umgebung und Geschehnisse werden als Bildschirmtext ausgegeben und die Visualisierung wird zwar von (nicht animierten) Illustrationen unterstützt, obliegt aber zum größten Teil der Fantasie des Spielers. Im Gegensatz zu vorherigen Spielen erfolgt die Befehlseingabe nicht über einen Parser. Befehle und Objekte werden vielmehr per Maus oder Joystick aus einem Menü ausgewählt, was das Spiel zu einem Hybriden aus Text- und Point-and-Click-Adventure macht. Da das Spielgeschehen aber als Text dargestellt wird, wird Journey zu den Textadventures gezählt.
Infocom warb damit, dass man in Journey im Gegensatz zu den meisten anderen zeitgenössischen Textadventures nicht in einer Sackgasse enden könne, sondern dass das Spiel unterschiedliche Ereignispfade bereithalte. De facto gab es zahlreiche Enden, von denen nur eines als finaler Sieg gewertet wurde. Allen anderen Enden folgte auf Wunsch ein Kommentar des Spiels, der falsche oder nicht optimale Entscheidungen aufzeigte und so Hinweise für eine erfolgreichere Wiederholung des Spiels gab. Die Erzählung erfolgte in Form einer Rückschau Tags, der die Handlung viele Jahre später aus seinen Erinnerungen wiedergibt; daraus folgt auch, dass der Tod Tags im Spiel nicht möglich war.
Von Infocom dem Spiel als sogenannte Feelies beigelegt waren ein rotes Stoffsäckchen mit einem (aus Kunststoff produzierten) Kristall darin sowie eine Karte des fiktiven Landes. Beide wurden im Spiel referenziert und stellten somit einen Kopierschutz dar.

## Produktionsnotizen
Journey sollte das erste Spiel einer geplanten Trilogie namens Golden Age darstellen. Es war allerdings das 35. und letzte Adventure, das Infocom als unabhängiges Entwicklungsstudio erstellte. Im Anschluss wurde das Studio von der Mutterfirma Activision geschlossen.
Designer des Spiels war Marc Blank, der durch seine Arbeit an Zork, Deadline und Enchanter als einer der profiliertesten Autoren von Textadventures gilt. Die Grafiken des Spiels wurden vom Maler und Bildhauer Donald Langosy erstellt, der schon für Shogun mit Infocom zusammengearbeitet hatte.

## Rezeption
Das britische Magazin The Games Machine konstatierte „Berge wundervollen, atmosphärischen Textes und schöne Bilder“ und dass Journey das „Herz des Adventure-Genres getroffen“ habe, monierte aber, dass die Freiheit des Spielers gegenüber einem klassischen Textadventure eingeschränkt sei. In der Computer Gaming World lobte der Wizardry- und Ultima-Designer Roe Adams die Story und die Steuerung des Spiels sowie die „atemberaubende“ Grafik, erwähnte aber auch Mängel beim Spieldesign wie häufige Sackgassen, die zum Teil auf fragilem Ressourcenmanagement beruhten und für den Spieler deshalb nicht vermeidbar seien.
Nick Montfort, Professor für Digitale Medien am Massachusetts Institute of Technology, attestierte Journey 2003 ein „gut gestaltetes“ Benutzerinterface. Er verglich das Spiel mit dem 1983 von Infocom veröffentlichten Suspended, in dem der Spieler ebenfalls eine Gruppe von Charakteren, im Fall von Suspended sechs Roboter, steuert. Montfort hielt fest, dass bedingt durch die völlig unterschiedlichen Charaktere die Heldengruppe in Journey im Vergleich zu Suspended deutlich unorigineller angelegt sei, aber nicht an der zwangsweisen Emotionslosigkeit der Roboter kranke.